# Citeo (France)
 (janvier 2023).
Citeo est une entreprise privée, à but non lucratif, spécialisée dans le recyclage des emballages ménagers et des papiers graphiques. C'est également un lobby.  
Elle naît de la fusion en septembre 2017 d’Eco-Emballages et d’Ecofolio. L’activité de Citeo est réglementée par un agrément d’État pour une durée de cinq ans. 
La mission de Citeo est de réduire l’impact environnemental des emballages et papiers, en proposant à ses clients metteurs en marché des solutions de réduction, de réemploi, de tri et de recyclage dans le cadre de la responsabilité élargie du producteur.

## Histoire
Eco-Emballages a été créée le 5 août 1992 à la suite du décret no  92-377 du 1er avril 1992 qui impose aux entreprises sur le marché français de pourvoir à l’élimination des déchets d’emballages issus de la consommation de leurs produits, selon le concept de « responsabilité élargie du producteur » (REP), et qui leur permet de déléguer cette obligation a un éco-organisme agréé par l'État.

Logo d'Adelphe

En 1993, le secteur des vins et spiritueux, s'associent aux verriers pour un projet de recyclage du verre. Ainsi naît une société spécialisée dans cette action dénommée Adelphe. Plus tard, son périmètre s'élargit aux secteurs de la boulangerie, aux métiers de bouche et aux entreprises du médicament. Adelphe, filiale d'Eco-Emballages, reste depuis la fusion de 2017 une filiale de Citeo à 85 %.
Ecofolio a été créée en 2007 pour développer le recyclage de tous les imprimés papiers, gratuits ou non, sollicités ou non et des papiers à usage graphique.
En 2016, sur la préconisation de la Cour des comptes, une fusion est envisagée entre Eco-Emballages et Ecofolio afin de mutualiser les moyens et l'expérience des deux organismes pour améliorer le recyclage des emballages et des papiers en France.
Le 27 juin 2017, les assemblées générales de Eco-Emballages et Ecofolio ont voté la fusion des deux entreprises « qui vise à renforcer la compétitivité des filières de collecte et de recyclage des emballages ménagers et des papiers ».
En novembre 2020, Citeo adopte le statut d’entreprise à mission.
En 2021, Citeo fait partie du consortium PS25 qui remet une charte au gouvernement visant à « faire émerger une filière française inédite de recyclage des emballages en polystyrène avec retour au contact alimentaire » pour 2025. L'État français débloque un financement public de 300 millions d'euros pour développer trois projets de recyclage chimique en France. Les projets sont ensuite abandonnés sans justification sur l'utilisation des fonds. Citeo choisit deux projets industriels pour le recyclage du polystyrène, un en Espagne et un en Belgique, pour une capacité totale de 10 000 tonnes. Citeo assure que « l'objectif de la charte de recycler 100 % des déchets collectés et triés sera bel et bien atteint à temps », tout en admettant ne pas connaître la quantité de déchets collectés en France chaque année.

## Gouvernance

### Conseil d'administration
Au 26 septembre 2024, la gouvernance de Citeo est composée de 6 collèges, avec un total de 18 administrateurs :
- Industrie : 8 administrateurs (Coca-Cola, L'Oréal, Nestlé France, Fromageries Bel, Heineken, Danone, Henkel France, D'Aucy)
- Commerce, distribution et vente à distance : 6 administrateurs (Fédération du commerce et de la distribution, Carrefour France, Silve (Intermarché), Coopérative U)
- Papetiers et éditeurs : 1 administrateur (Papeteries de Clairefontaine)
- Services : 1 administrateur (Société générale)
- Filières d'emballages : 1 administrateur (Interemballage)
- Représentants d'autres parties prenantes : 1 censeur d'État.

Le conseil d’administration de Citeo est présidé par Antoine Fiévet (Fromageries Bel) depuis 2021, en remplacement de Philippe-Loïc Jacob (Danone) qui exerçait depuis 2009.

### Comité de mission
Lors de l'adoption du statut d'entreprise à mission, un Comité de mission de 10 personnalités a été nommé, rassemblant des représentants des clients de Citeo, des opérateurs, associations environnementales, collectivités locales, personnalités qualifiées et des salariés.

## Lobbying

### Auprès des institutions de l'Union européenne
Citeo est inscrit depuis 2015 au registre de transparence des représentants d'intérêts auprès de la Commission européenne, et déclare en 2017 pour cette activité des dépenses annuelles d'un montant compris entre 200 000 et 300 000 euros.

### En France
Citeo déclare à la Haute Autorité pour la transparence de la vie publique exercer des activités de lobbying en France pour un montant qui n'excède pas 200 000 euros sur l'année 2018.
Le sénateur Joël Guerriau, qui bénéficie en 2015 d'un voyage à Mayotte acquitté par Éco-Emballages, devenu ensuite Citeo, prend peu après position au Sénat contre la fin du monopole des organismes de l'emballage,.